# Heinz Hopf
Heinz Hopf (Gräbschen, Silésia, agora Grabiszyn, parte de Wrocław, Polónia, 19 de novembro de 1894 — Zollikon, 3 de junho de 1971) foi um matemático alemão.
Estudou na Universidade de Wrocław, onde eram então professores Adolf Kneser, Max Dehn, Ernst Steinitz, Erhard Schmidt e Rudolf Sturm.

## Literatura
- Hopf: Collected Papers, Springer 2001 (ed. por Beno Eckmann)
- Hopf: Selecta Heinz Hopf, Springer 1964
- Hopf: Differential geometry in the large, Springer 1983 (Seminar New York University 1947, Stanford 1956)
- Hans Samelson: Zum wissenschaftlichen Werk von Heinz Hopf, Jahresbericht DMV vol. 78, 1976, pág. 126
- Frei, Stammbach: Heinz Hopf, em I. James (ed.). History of topology, Amsterdão 1999
- Hans Freudenthal, artigo sobre Hopf no Dictionary of Scientific Biography